# Poprádi járás

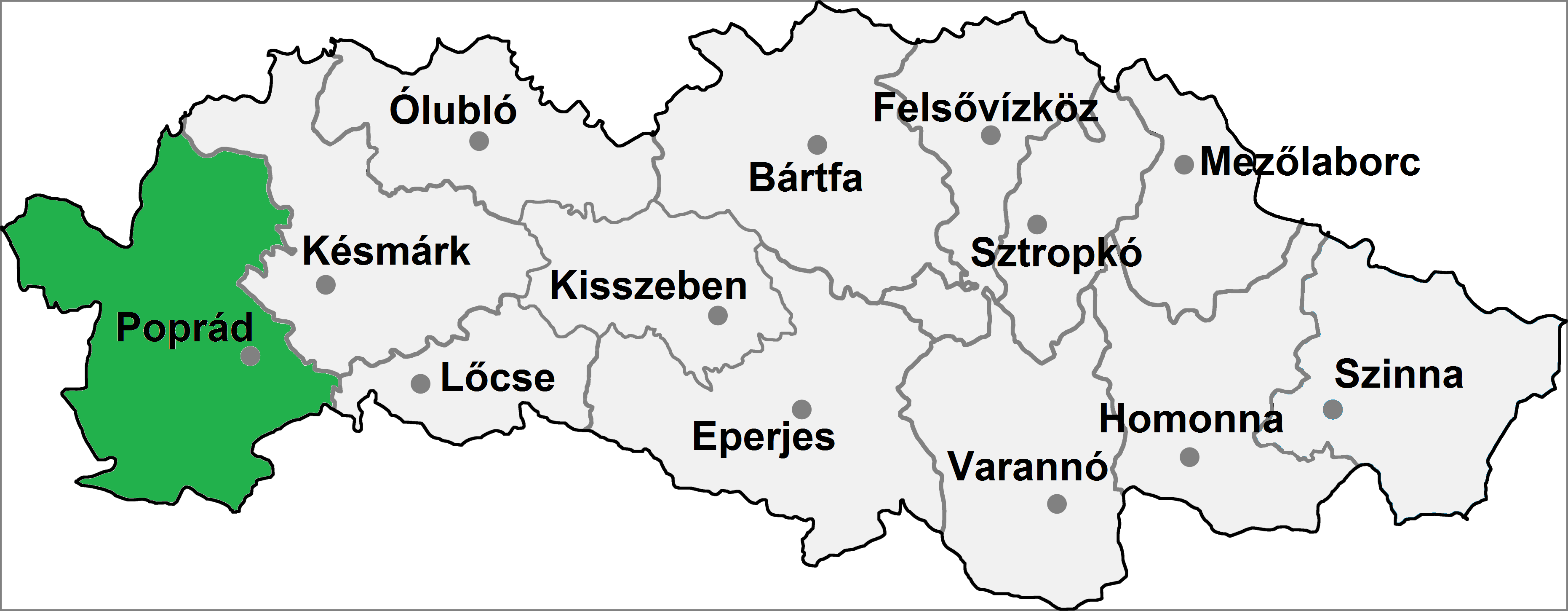
A Poprádi járás

A Poprádi járás (szlovákul Okres Poprad) Szlovákia Eperjesi kerületének közigazgatási egysége. Területe 1123 km², lakosainak száma 103 914 fő (2011), székhelye Poprád (Poprad). A járás területe 1918 előtt nagyrészt Szepes vármegyéhez tartozott, nyugaton Csorba és Magastátra Csorbától északnyugatra eső része (Podbanszkó és környéke) Liptóhoz, míg délen Vernár környéke Gömör és Kis-Hont vármegye része volt.

## Népessége
| Év:            | 1994.   | 2004.   | 2014.   | 2024.   |
| -------------- | ------- | ------- | ------- | ------- |
| Emberek száma: | 100 937 | 104 320 | 104 494 | 101 834 |
| Eltérés:       |         | +3,35 % | +0,16 % | -2,54 % |

| Év:            | 2023.   | 2024.   |
| -------------- | ------- | ------- |
| Emberek száma: | 102 038 | 101 834 |
| Eltérés:       |         | -0,19 % |

## A Poprádi járás települései
(Zárójelben a szlovák név szerepel. A vastagon szedett nevű települések városok.)
- Alsóerdőfalva (Nová Lesná)
- Batizfalva (Batizovce)
- Csorba (Štrba)
- Erzsébetháza (Kravany)
- Gánóc (Gánovce)
- Gerlachfalva (Gerlachov)
- Hernádfalu (Spišské Bystré)
- Hernádfő (Vikartovce)
- Javorina (Tatranská Javorina)
- Lándzsásötfalu (Hôrka)
- Lucsivna (Lučivná)
- Magastátra (Vysoké Tatry)
- Malompatak (Mlynica)
- Menguszfalva (Mengušovce)
- Nagyszalók (Veľký Slavkov)
- Ószelec (Hozelec)
- Poprád (Poprad)
- Savnik (Spišský Štiavnik)
- Stóla (Štôla)
- Szépfalu, Sunyava (Šuňava)
- Svábfalva (Švábovce)
- Szepesjánosfalva (Jánovce)
- Szepestapolca (Spišská Teplica)
- Szepesvéghely (Hranovnica)
- Szvit (Svit)
- Teplicska (Liptovská Teplička)
- Vernár (Vernár)
- Védfalu (Vydrník)
- Zár (Ždiar)

## Külső hivatkozások
- Poprád.lap.hu – Linkgyűjtemény
- Startlap fórum